# Cara nord de l'Eiger

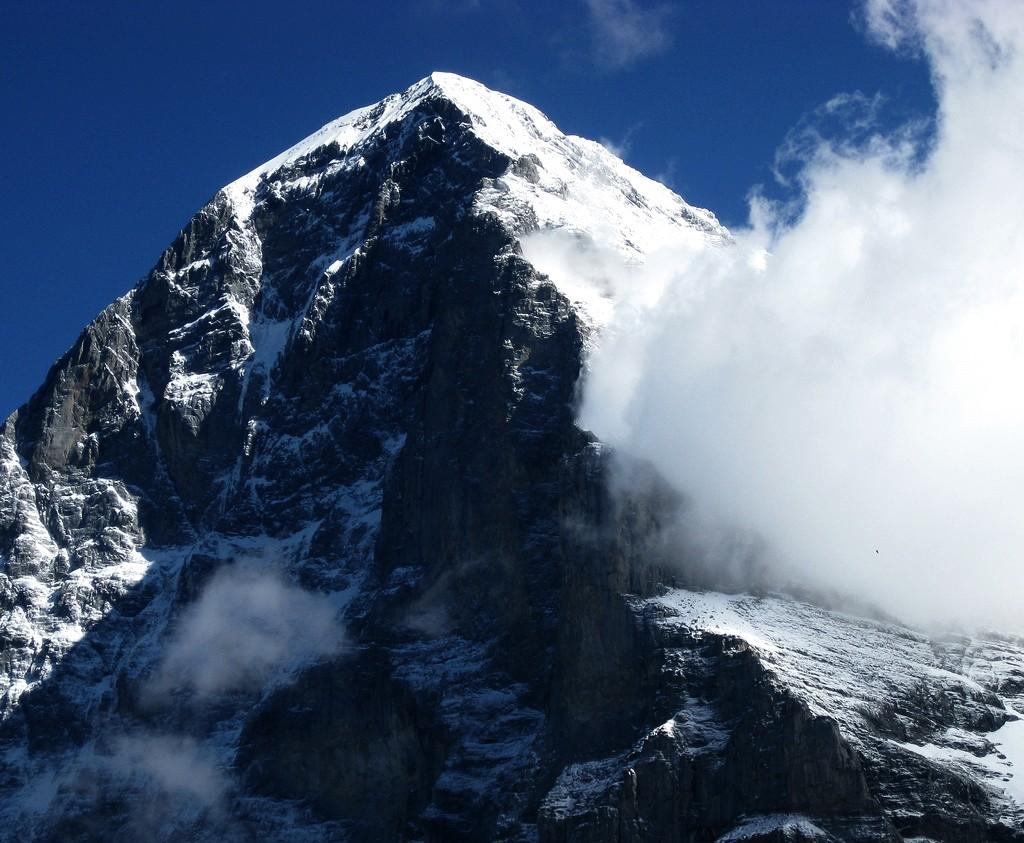
La cara nord de l'Eiger

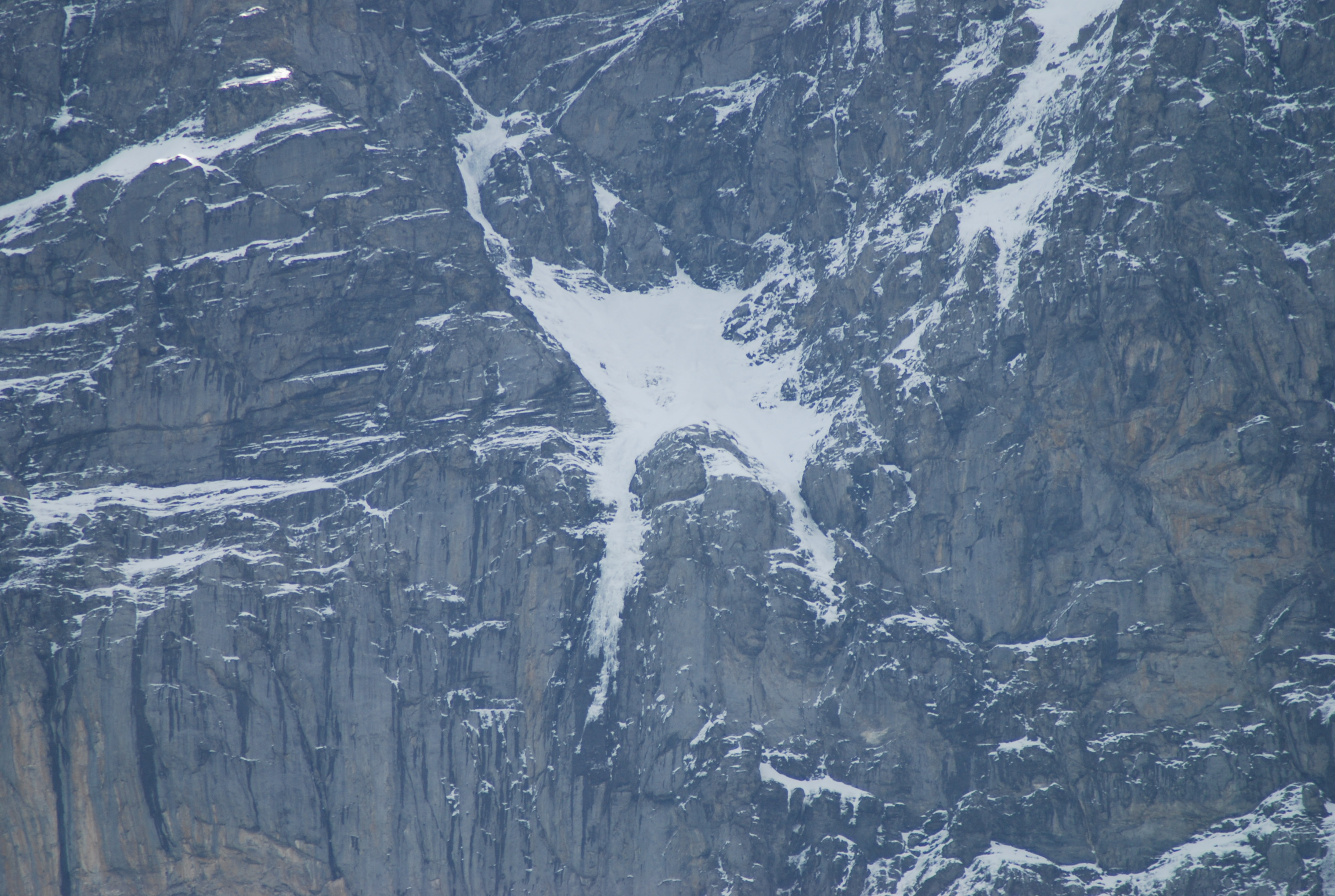
L'aranya

La cara nord de l'Eiger, és una paret vertical de 1.800 metres d'altura. Està situada a la vall de Grindelwald, a l'Oberland bernès (cantó de  Berna), als Alps de Suïssa. 

És una de les sis grans cares nord dels Alps, juntament amb les del Cerví, Grandes Jorasses, Piz Badile, Petit Dru i Cima Grande di Lavaredo.

També se l'anomena amb els noms alemanys Eigernordwand ("paret nord de l'Eiger") o simplement Nordwand ("cara nord").

Se situa entre l'aresta oest i l'aresta Mittellegi. Pel fet de ser còncava i per la seva orientació, és obaga i freda, així com propícia a concentrar mal temps i tempestes. A la part superior hi ha una secció anomenada "l'Aranya", una gelera en forma d'estrella de la qual surten una sèrie d'esquerdes gelades que recorden les potes d'una aranya. Aquest nom el va usar un dels primers escaladors de la cara nord, Heinrich Harrer, com a títol del seu llibre sobre l'escalada de la cara nord de l'Eiger, Die Weisse Spinne ("L'aranya blanca").

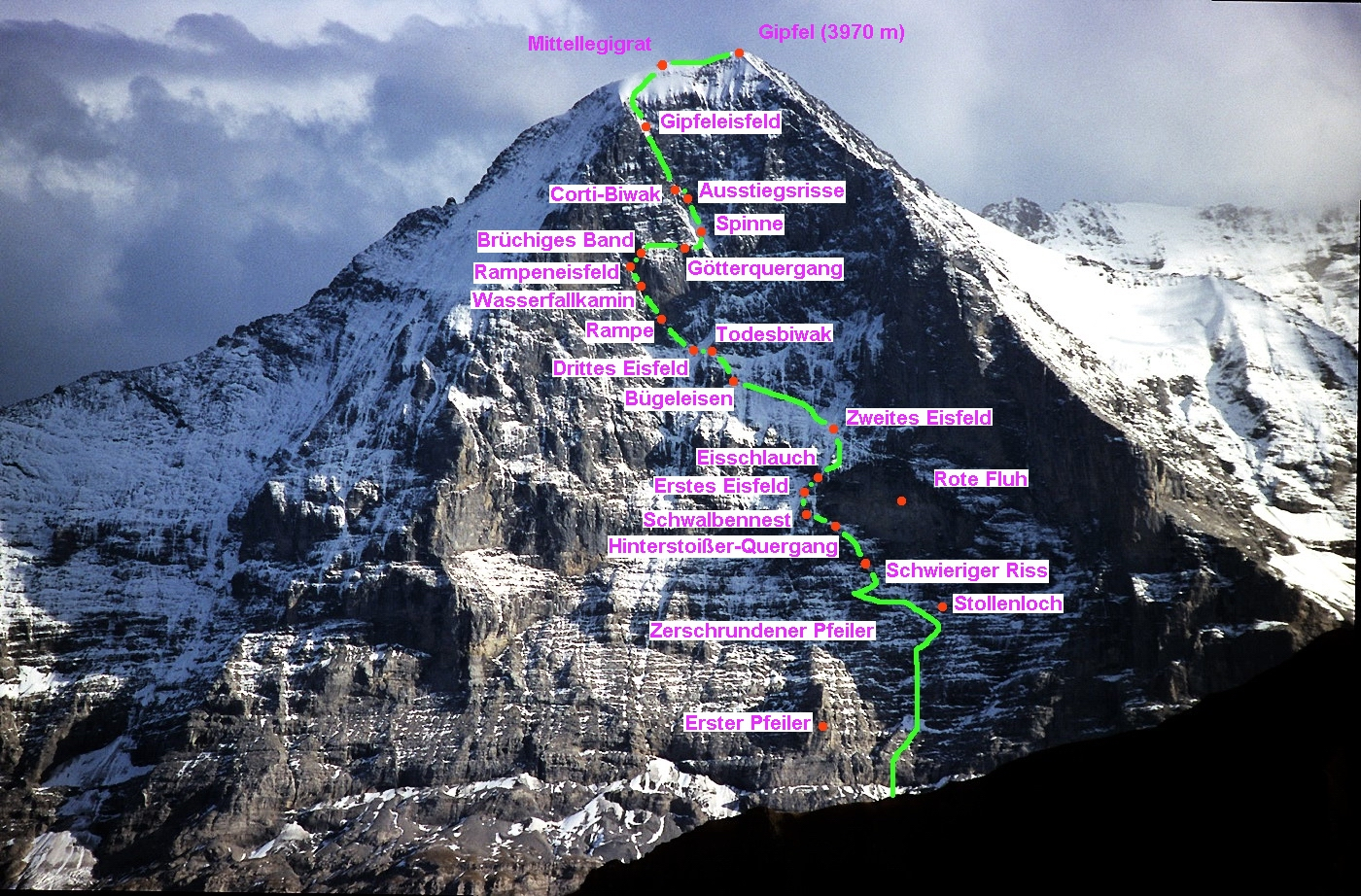
La via Heckmair

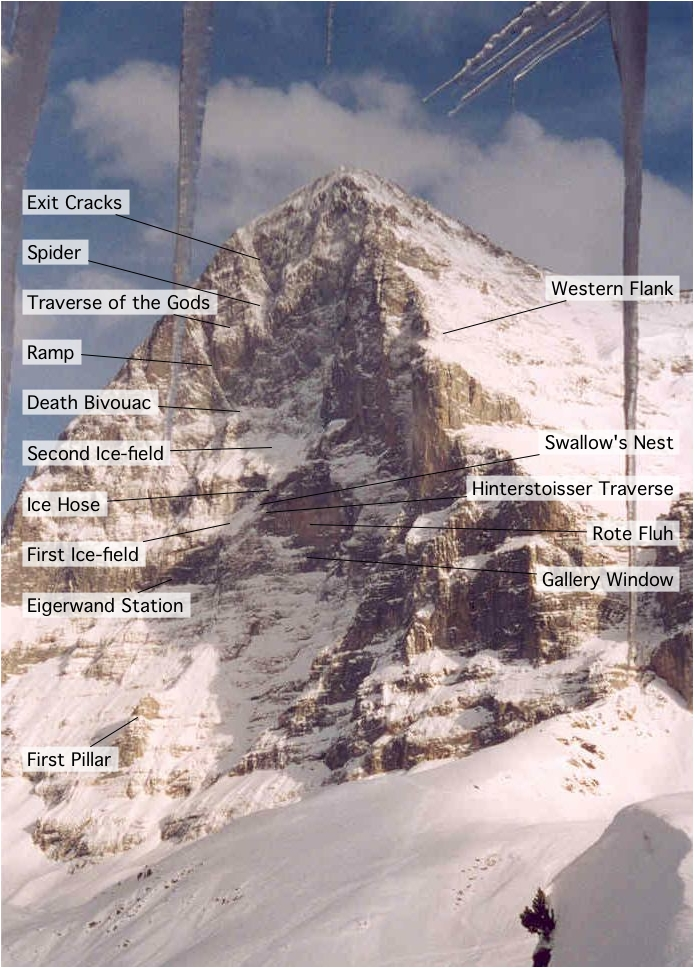
Diagrama de la cara nord

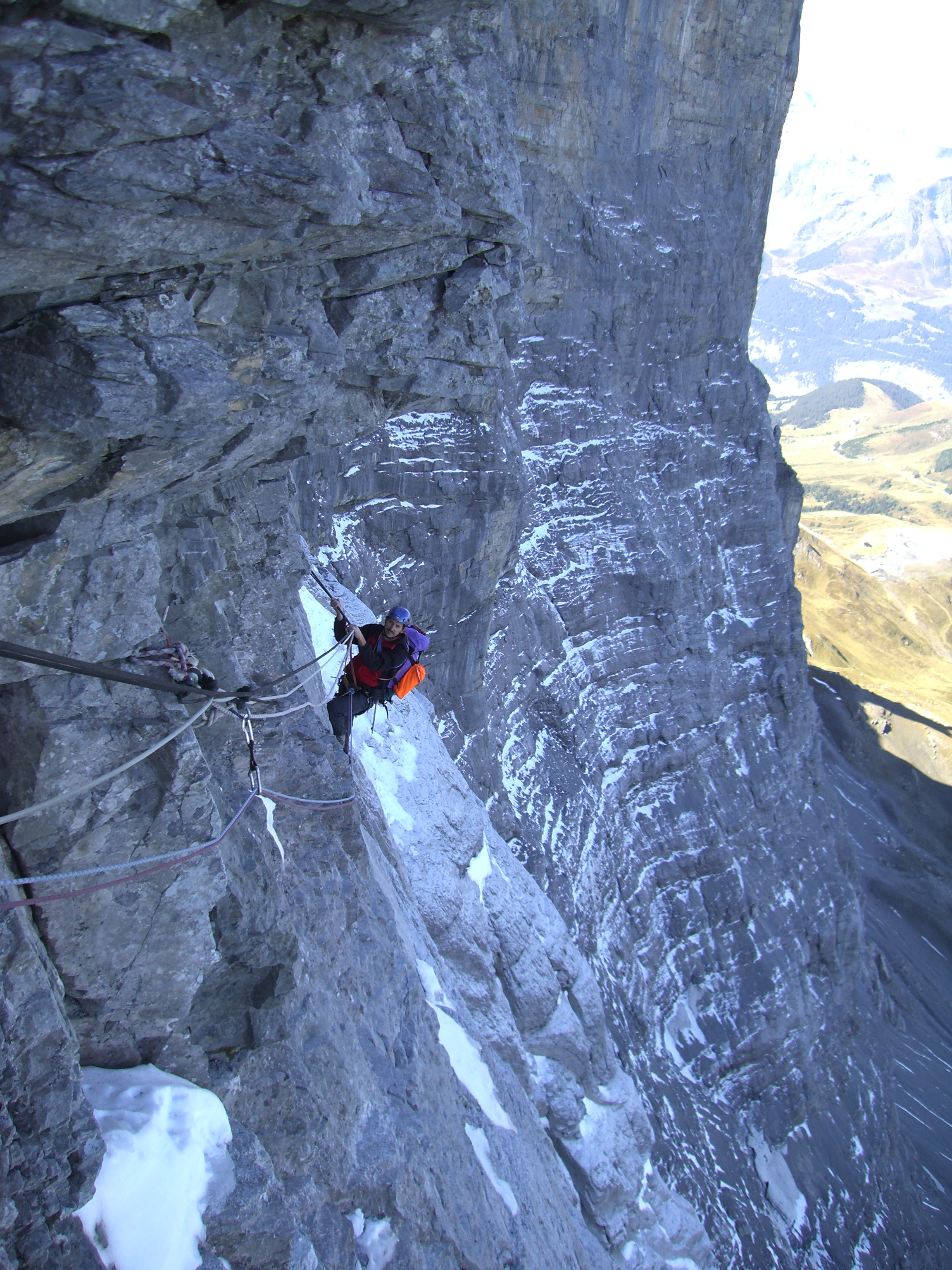
La travessa Hinterstoisser

## Via clàssica
La via clàssica o via Heckmair (líder dels primers ascencionistes) és una escalada mixta de dificultat MD+ / V+ / A0 en roca i 50º-60º en gel. El terreny és de predomini mixt, però si la paret està molt seca, llavors el que predomina són els despreniments. El recorregut és d'uns 3000 metres amb 1800 metres de desnivell. 

Els llocs més característics de la ruta estan batejats amb noms evocadors, com el "Primer pilar" (First Pillar / Erster Pfeiler), el "Segon pilar" o "Pilar descompost" (Zerschrundener Pfeifer / Shattered Pillar), el "Forat de ventilació" (Stollenloch), la "Fissura difícil" (Difficult Crack / Schwieriger Riss), la "Travessa Hinterstoisser" (Hinterstoisser Traverse / Hinterstoißer Quergang), la "Primera gelera" (First Icefield / Erstes Eisfeld), el "Niu de les Orenetes" (Swallow's Nest / Schwalbennest), la "Mànega de gel" (Ice hose / Eisschlauch), la "Segona gelera" (Second Icefield / Zweites Eisfeld), la "Planxa" (Flatiron / Bügeleisen), "Bivac de la mort" (Death Bivouac / Todesbiwak), la "Tercera gelera" (Third Icefield / Drittes Eisfeld), la "Rampa" (Ramp / Rampe), la "Xemeneia de la cascada" (Waterfall Chimney / Wasserfallkamin), la "Gelera de la Rampa" (Ramp Icefield / Rampeneisfeld) la "Vira delicada" (Brittle Ledge / Brüchiges Band), la "Fissura delicada" (Brittle crack / Brüchigerriss), la "Travessa dels déus" (Traverse of the Gods / Götterquergang), "l'Aranya" (Spider / Spinne), el "Bivac Corti" (Corti Bivouac / Cortibiwak), les "Fissures de sortida" (Exit Cracks / Ausstiegsrisse) i la "Fissura de quars" (Quartz crack / Quarzriss), fins a enllaçar per la "Gelera somital" (Summit icefield / Gipfeleisfeldamb) amb l'"Aresta Mittellegi" (Mittellegi Ridge / Mittellegigrat) al nord.
Des de l'any 1935, almenys 66 escaladors han mort mentre intentaven pujar per la cara nord, el que li ha valgut el sobrenom alemany de Mordwand, literalment "Paret assassina", un joc de paraules sobre el nom en alemany Nordwand. Actualment segueix considerant-se un formidable desafiament, degut més a la creixent caiguda de roques i a les geleres cada vegada més petites que per les seves dificultats tècniques, que no són pas de les més extremes per l'alpinisme modern. Sovint a l'estiu no es pot pujar a causa de la caiguda de roques. Cada vegada més, els escaladors estan triant pujar a l'hivern, quan l'esmicolada paret està enfortida pel gel. Les roques que es desprenen i cauen, pel desglaç degut a la calor, són un dels principals perills d'aquesta cara, ja que és una muntanya amb roca que es disgrega. La inestabilitat de la cara es va acreditar el 15 de juliol de 2006, quan al voltant de 700.000 metres cúbics de roca es van ensorrar en el costat est. Era un fet que s'advertia en les setmanes prèvies, caient en una zona deshabitada, i per això ni hi va haver ferits ni danys en edificacions.

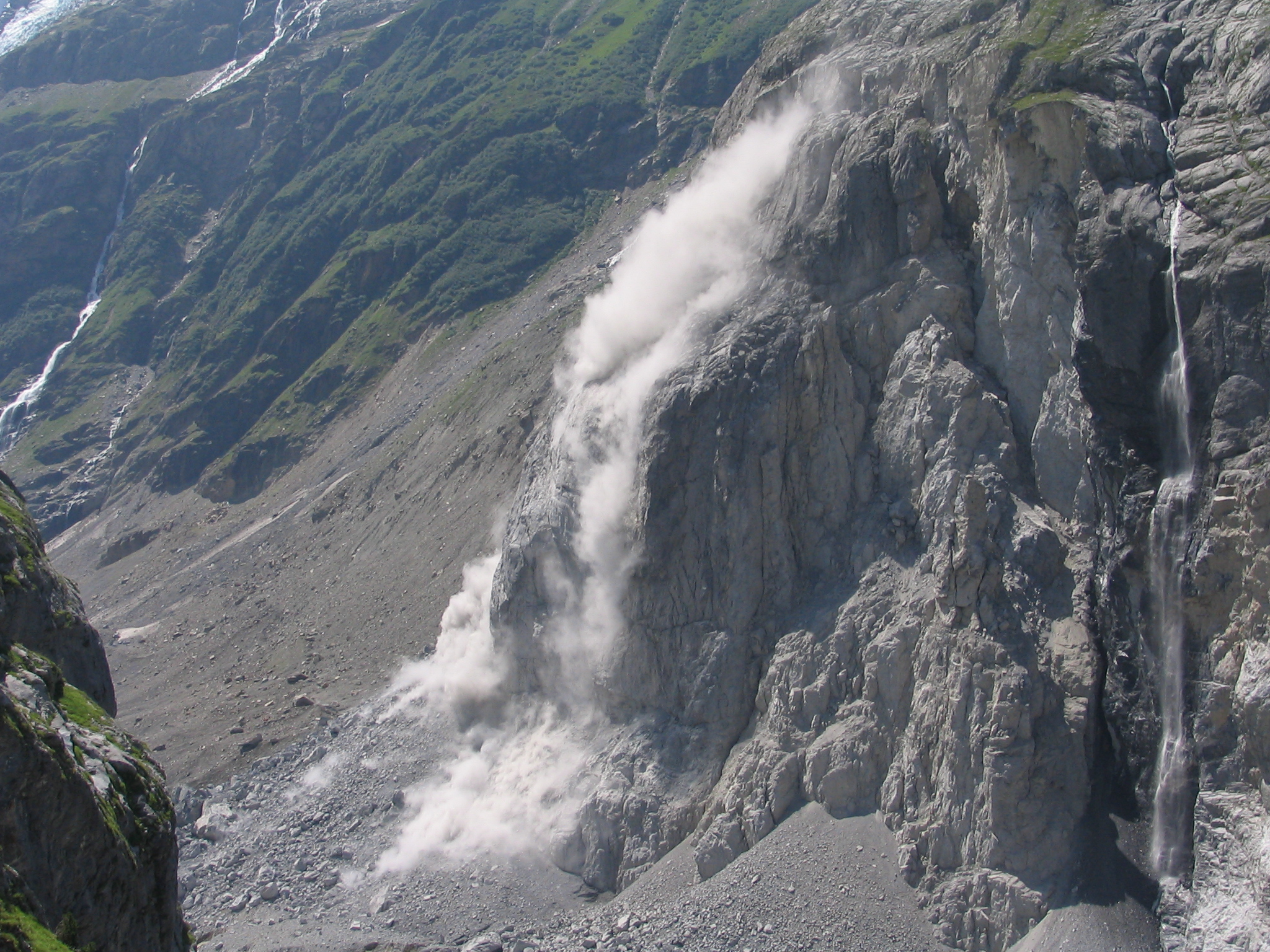
Caiguda de roques sobre la vall de la glacera de Grindelwald inferior.

- Primera : del 21 al 24 de juliol de 1938, pels alemanys Anderl Heckmair i Ludwig Vörg, amb els austríacs Heinrich Harrer i Fritz Kasparek.
- Primera hivernal : 1961 per Toni Hiebeler, Walter Almberger, Anderl Mannhard i Toni Kinshofer. Segona hivernal el 1962 per una cordada italiana encapçalada per Armando Aste
- Primera en solitari : 1963 pel suís Michel Darbellay
- Directíssima (Via Harlin) : març de 1966 per John Harlin (que hi va trobar la mort), Dougal Haston i Layton Kor
- Primera hivernal en solitari : 1978, Tsuneo Hasegawa seguit l'endemà per Ivano Ghirardini

## Les vies

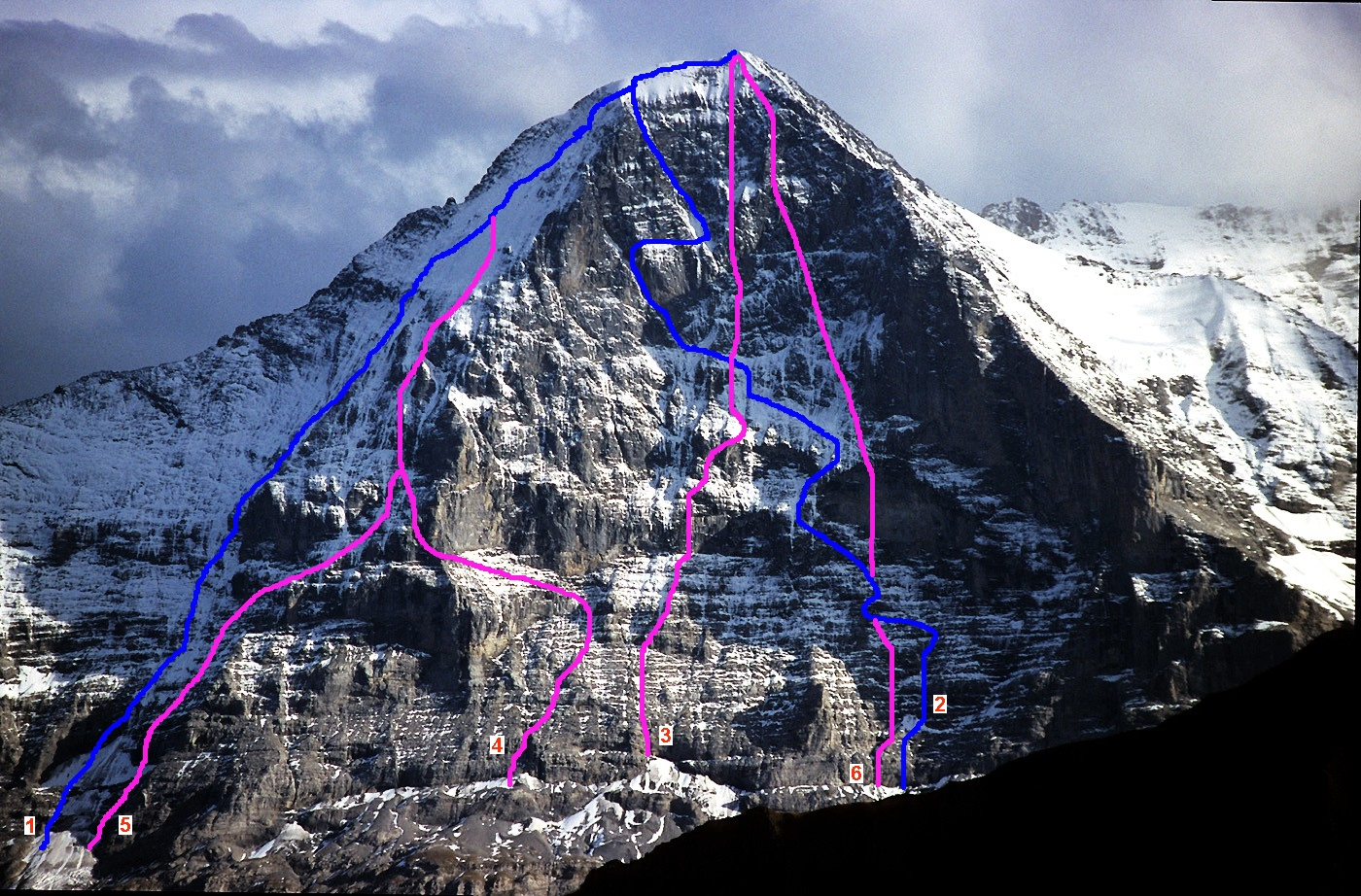
1932 a 1969 1= Via Lauper 2= Via Heckmair 3= Directíssima Harlin 4= Pilar nord via polonesa 5= Pilar nord via Messner 6= Directíssima japonesa
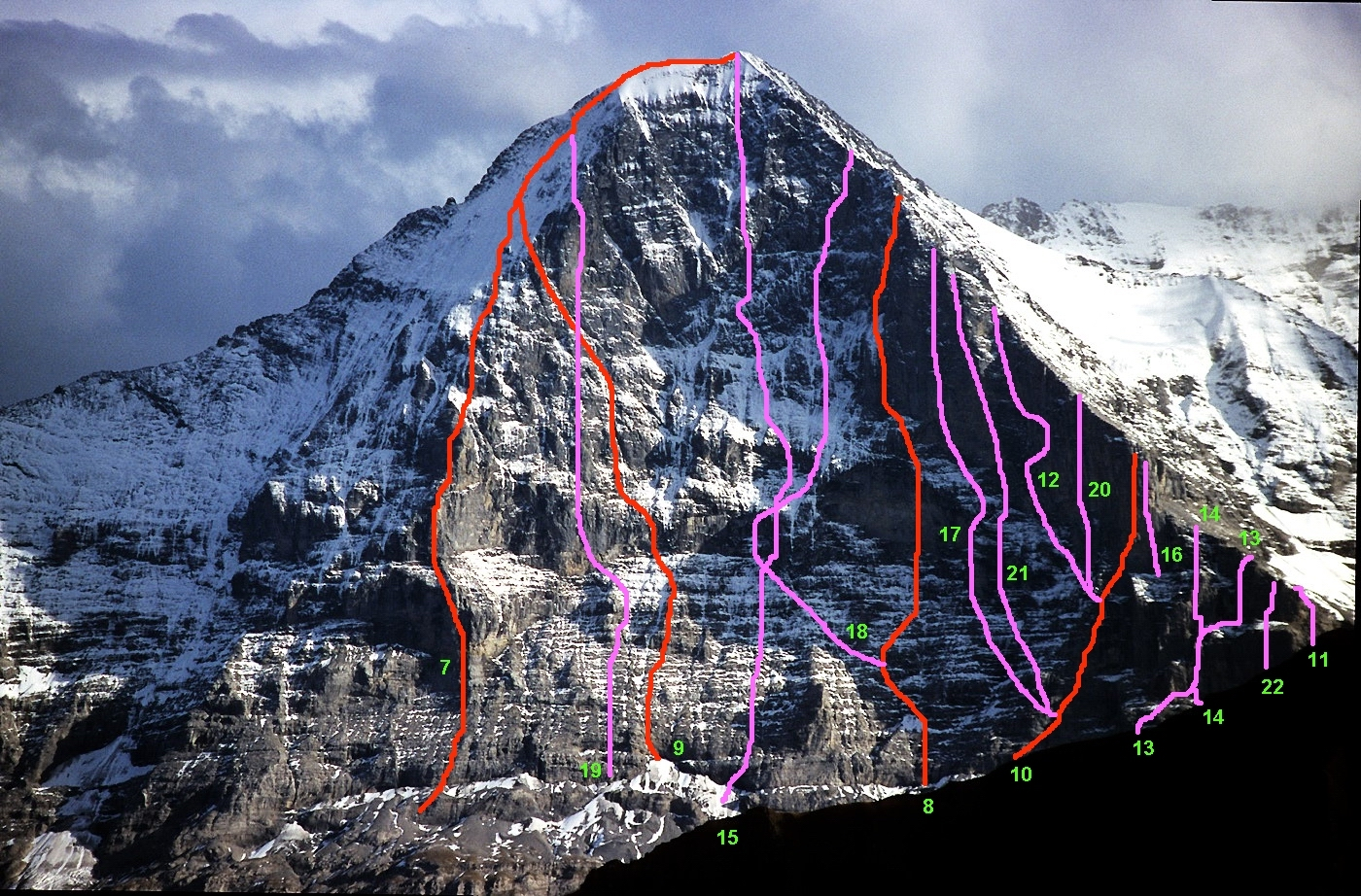
1970 a 1988 7= Directa del pilar oest 8= Via txeca 9= Via txeca II 10= Les Portes du Chaos 11= Westgrat (directa, 30.07.1980) 12= Nordverschneidung 13= Via Knez 14= Via Ochsner-Brunner 15= Directíssima ideal 16= Spit verdonesque édenté 17= Directíssima Piola-Ghilini 18= Hiebeler-Gedächtnisweg 19= Via eslovena 20= Eigersanction 21= Gelber Engel 22= Löcherspiel
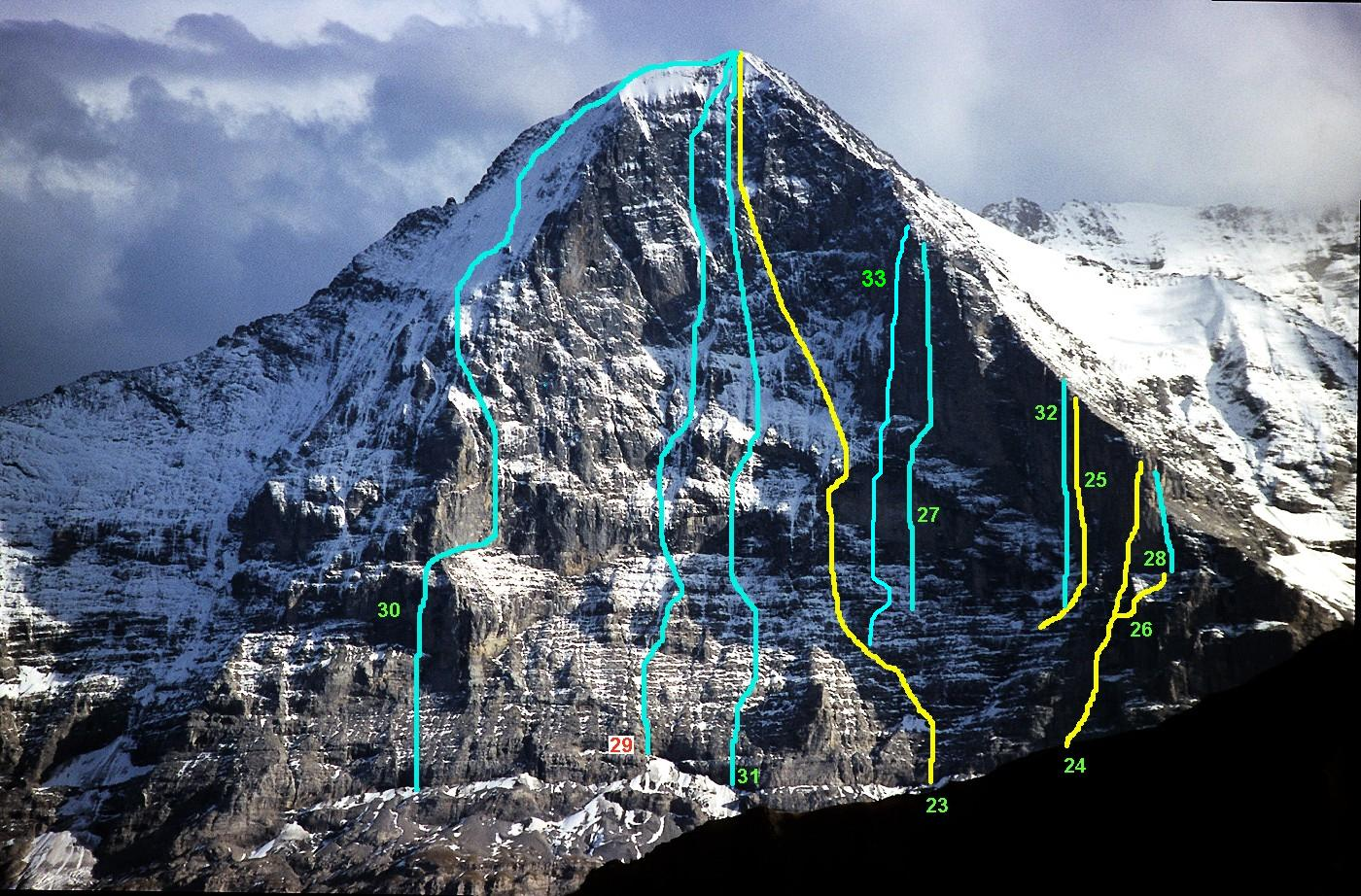
1991 a 2007 23= Métanoïa 24= Le Chant du Cygne 25= Yeti 26=Symphonie de liberté 27= La vida es silbar 28= Deep Blue Sea 29= The Young Spider 30= Griff ins Licht 31= Directíssima rusa 32= Magic Mushroom 33=Paciència

- 1932 a 1969 
1= Via Lauper
2= Via Heckmair
 3= Directíssima Harlin
4= Pilar nord via polonesa 
5= Pilar nord via Messner
 6= Directíssima japonesa
- 1970 a 1988 
7= Directa del pilar oest
8= Via txeca 
9= Via txeca II 
10= Les Portes du Chaos 
11= Westgrat (directa, 30.07.1980)
12= Nordverschneidung 
13= Via Knez
14= Via Ochsner-Brunner
 15= Directíssima ideal 
16= Spit verdonesque édenté 
17= Directíssima Piola-Ghilini
 18= Hiebeler-Gedächtnisweg 
19= Via eslovena 
20= Eigersanction 
21= Gelber Engel 
22= Löcherspiel
- 1991 a 2007
23= Métanoïa 
24= Le Chant du Cygne 
 25= Yeti 
26=Symphonie de liberté 
27= La vida es silbar 
 28= Deep Blue Sea 
29= The Young Spider 
30= Griff ins Licht 
31= Directíssima rusa 
32= Magic Mushroom 
33=Paciència

## Rècords de velocitat
Tots els rècords de velocitat són aconseguits a la via Heckmair clàssica.
| Any  | Alpinista            | Temps d'ascensió | Comentaris         |
| ---- | -------------------- | ---------------- | ------------------ |
| 1963 | Michel Darbellay     | 2 dies           |                    |
| 1981 | Ueli Bühler          | 8h30             |                    |
| 1982 | Francek Knez         | 6h               |                    |
| 1983 | Thomas Bubendorfer   | 4h50             | ja coneixia la via |
| 1983 | Reinhard Patscheider | 5h               | "a vista"          |
| 2003 | Christoph Hainz      | 4h30             |                    |
| 2007 | Ueli Steck           | 3h54             | hivernal           |
| 2008 | Ueli Steck           | 2h48             | hivernal           |
| 2011 | Daniel Arnold        | 2h28 Min.        |                    |
| 2015 | Ueli Steck           | 2h23 Min.        |                    |

| any  | Alpinistes                        | Temps d'ascensió | Comentaris |
| ---- | --------------------------------- | ---------------- | ---------- |
| 1938 | Anderl Heckmair Ludwig Vörg       | 3 dies           |            |
| 1947 | Hans Schlunegger Karl Schlunegger | 2 dies           |            |
| 1950 | Erich Waschak Leo Forstenlechner  | 18h              |            |
| 1974 | Reinhold Messner Peter Habeler    | 10h              |            |
| 2004 | Stephan Siegrist Ueli Steck       | 9h               |            |
| 2008 | Simon Anthamatten Roger Schäli    | 6h50             | hivernal   |
| 2008 | Daniel Arnold Stephan Ruoss       | 6h10             | hivernal   |
| 2010 | Ueli Steck Bruno Schläppi         | 5h03             |            |
| 2011 | Roger Schäli Simon Gietl          | 4h25             | hivernal   |